# White pulsation
《white pulsation》（ホワイト パルセイション）是日本女歌手ELISA的第一張個人專輯，由GENEON ENTERTAINMENT發行。2009年1月21日發行。初回限定盤：GNCA-1198；通常盤：GNCA-1199。

## 概要
- 「white pulsation」取「白色脈動」之意；
- 初回限定盘PV收录DVD特典付。
- 參加專輯曲目制作的有天門、Elements Garden、志倉千代丸、田代智一、Shusui、Satomi等知名的作曲家和作家團體。

## 收錄曲
1. Prologue
  - 作曲、編曲：前嵨康明
2. euphoric field
  - 電視動畫《ef - a tale of memories.》片頭曲
  - 作詞：酒井伸和；作曲、編曲：天門
3. ENDLESS ANTHOLOGY
  - 作詞、作曲：上松範康（Elements Garden）；編曲：菊田大介（Elements Garden）
4. HIKARI
  - 電視動畫《隱王》片尾曲
  - 作詞：西田惠美；作曲：杉森舞；編曲：前口涉
5. - 作詞：西田惠美；作曲、編曲：
6. Shining Wind
  - 作詞：西田惠美；作曲：佐伯高志；編曲：前口渉
7. - 作詞：及川眠子；作曲：田代智一；編曲：大坪直樹
8. ebullient future
  - 電視動畫《ef - a tale of melodies.》片頭曲
  - 作詞：酒井伸和；作曲、編曲：天門、柳英一郎
9. - 作詞、作曲：志倉千代丸；編曲：水野大輔
10. Liar night
  - 作詞：酒井伸和；作曲、編曲：天門、柳英一郎
11. 雪花幻想曲
  - 作詞、作曲、編曲：上松範康（Elements Garden）
12. - 作詞：Satomi、作曲：Shusui、編曲：大坪直樹
13. Epilogue
  - 作曲、編曲：前口涉

## 脚注
1. ↑  .   [2019-04-18]. （原始内容存档于2021-01-21）.

## 外部連結
- 官方網頁專輯介紹